# Мур (Монтана)
Мур (англ. Moore) — місто (англ. town) в США, в окрузі Фергус штату Монтана. Населення — 194 особи (2020).

## Географія
Мур розташований за координатами 46°58′30″ пн. ш. 109°41′43″ зх. д. / 46.97500° пн. ш. 109.69528° зх. д. (46.975105, -109.695258). За даними Бюро перепису населення США в 2010 році місто мало площу 0,62 км², уся площа — суходіл. В 2017 році площа становила 0,76 км², уся площа — суходіл.

### Клімат
| Клімат : Мур          | Клімат : Мур | Клімат : Мур | Клімат : Мур | Клімат : Мур | Клімат : Мур | Клімат : Мур | Клімат : Мур | Клімат : Мур | Клімат : Мур | Клімат : Мур | Клімат : Мур | Клімат : Мур | Клімат : Мур |
| Показник              | Січ.         | Лют.         | Бер.         | Квіт.        | Трав.        | Черв.        | Лип.         | Серп.        | Вер.         | Жовт.        | Лист.        | Груд.        | Рік          |
| Середній максимум, °C | 0,0          | 2,2          | 5,6          | 12,2         | 17,2         | 22,2         | 27,2         | 26,7         | 20,6         | 14,4         | 6,7          | 2,2          | 13,3         |
| Середній мінімум, °C  | −12,2        | −10,6        | −7,2         | −2,2         | 2,8          | 6,7          | 10,0         | 8,9          | 4,4          | −0,6         | −6,1         | −10,6        | −1,7         |
| Норма опадів, мм      | 18           | 15           | 25           | 33           | 71           | 89           | 48           | 41           | 38           | 28           | 20           | 18           | 447          |
| --------------------- | ------------ | ------------ | ------------ | ------------ | ------------ | ------------ | ------------ | ------------ | ------------ | ------------ | ------------ | ------------ | ------------ |
| Джерело: Weatherbase  |              |              |              |              |              |              |              |              |              |              |              |              |              |

## Демографія
Згідно з переписом 2010 року, у місті мешкали 193 особи в 84 домогосподарствах у складі 59 родин. Густота населення становила 310 осіб/км². Було 93 помешкання (149/км²).
Расовий склад населення:
| - 95,3 % — білих - 0,5 % — азіатів |

До двох чи більше рас належало 4,1 %. Частка іспаномовних становила 2,1 % від усіх жителів.
За віковим діапазоном населення розподілялося таким чином: 21,2 % — особи молодші 18 років, 59,1 % — особи у віці 18—64 років, 19,7 % — особи у віці 65 років та старші. Медіана віку мешканця становила 49,2 року. На 100 осіб жіночої статі у місті припадало 96,9 чоловіків; на 100 жінок у віці від 18 років та старших — 90,0 чоловіків також старших 18 років.
Середній дохід на одне домашнє господарство становив 43 072 долари США (медіана — 34 000), а середній дохід на одну сім'ю — 54 555 доларів (медіана — 53 958). За межею бідності перебувало 15,8 % осіб, у тому числі 30,3 % дітей у віці до 18 років та 6,1 % осіб у віці 65 років та старших.
Цивільне працевлаштоване населення становило 82 особи. Основні галузі зайнятості: освіта, охорона здоров'я та соціальна допомога — 26,8 %, роздрібна торгівля — 13,4 %, сільське господарство, лісництво, риболовля — 11,0 %, будівництво — 9,8 %.